# ハワイの若大将
『ハワイの若大将』（ハワイのわかだいしょう）は、1963年（昭和38年）8月11日に加山雄三主演で公開された日本映画。若大将シリーズの第4弾。94分。カラー、東宝スコープ。
同時上映は『マタンゴ』（監督：本多猪四郎、特技監督：円谷英二）。

## 概要
シリーズ初の海外ロケ、興行収入2億9千200万円、配給収入1億4千万円、観客動員295万人を記録した。

## ストーリー
京南大学ヨット部のキャプテン・若大将こと田沼雄一（加山）は、マネージャーの江口（二瓶）との練習航海中に中里澄子（星）が運転するモーターボートと衝突して、ヨットを大破させてしまった。ヨットの修理費を稼ぐためにパーティーを企画した若大将たちだったが、パーティー券は思ったほど売れずヨット部は危機に陥った。その時、ヨット部の危機を救ったのがヨット部に多額の寄付をして、大量のパーティー券を購入した青大将こと石山新次郎（田中）だった。同時に青大将が交換条件としてヨット部への入部を迫ってきたため、若大将は渋々青大将の入部を認めた。
そして、前期試験が行われた。青大将が若大将に「答案を見せて欲しい」と泣きついてきた。いつもなら断るところだが、パーティー券の件で負い目のあった若大将は渋々答案を青大将に見せたが、それを教授（平田）に見つかり、2人は2か月間の停学処分になった。そして、「人助けをしただけ」と悪びれない若大将の態度や以前店の牛肉を馬肉にすり替えた事に激怒した久太郎（有島）は若大将を勘当し、若大将は江口の下宿に転がり込んだ。
一方、停学になったことを良いことに青大将はハワイの大学に留学しようとハワイに渡航したが、編入試験のカンニングに失敗しこれ幸いとワイキキビーチで遊び呆けるようになった。青大将の父親から青大将を連れ戻すように依頼を受けた若大将はハワイに向う。しかし、青大将の身元引受人の古屋（左）に会った時に、若大将はパスポートやお金の入ったバッグをタクシーの中に置き忘れてしまう。そして、ハワイでの生活費を稼ぐため若大将は古屋の息子の上田（上原）の経営するレストランでアルバイトをすることになった。そして、上田の娘ジェーン（ハヌナ）の案内でワイキキビーチを散策していると、日本から出張でやってきた澄子・夏子（清水）そして青大将に鉢合わせすることになる。

## ロケ地
- ハワイ ワイキキビーチ
- ホノルル国際空港
- ポリネシアン センター
- アラワイ ヨット ハーバー
- カラニアナオレハイウェイ76号線
- パリハイウエイ61号線
- ヒルトン ハワイアン ビレッジ
- 銀座7丁目 旧資生堂本社ビル
- 箱根
- 小田急百貨店
- 成城大学及び成城学園内

## キャスト
- 田沼雄一（若大将）：加山雄三
- 中里澄子：星由里子[1]

- 石山新次郎（青大将）：田中邦衛
- 田沼照子：中真千子[1]
- 上田：上原謙[1]
- 田沼りき：飯田蝶子[1]
- 田沼久太郎：有島一郎[1]

- 平岩：中丸忠雄[1]
- 戸井田教授：平田昭彦[1]
- 常吉：藤木悠[1]
- 江口敏：二瓶正也
- 石山新介：三井弘次[1]（松竹）
- 古屋老人：左卜全[1]

- ジェーン上田：ハヌナ節子[1]
- 英子：柳川慶子[1]
- 大川夏子：清水由記[1][2]
- はな：丘照美[1]
- 上松：清水元[1]
- 矢内教授：佐々木孝丸[1]
- 赤塚：堺左千夫[1]

- 船田：若松明[1]
- 京南ヨット部員：山田彰
- 貝山：大前亘[1]
- 田坂：関田裕[1]
- 田辺和佳子[1]
- 松原光子[1]
- 芸者：村松恵子[1]

- 佐竹弘行[1]
- 古谷敏[1]
- 森下慶一[1]
- 久野征四郎[1]
- 古河秀樹[1]
- 新野悟[1]
- 丸山謙一郎[1]

## スタッフ
- 監督：福田純[1]
- 製作：藤本真澄[1]、角田健一郎[1]
- 脚本：笠原良三[1]、田波靖男[1]
- 音楽：広瀬健次郎[1]
- 撮影：内海正治[1]、西垣六郎[1]
- 美術：竹中和雄[1]
- 録音：斎藤昭[1]
- 照明：金子光男[1]
- 編集：藤井良平[1]
- チーフ助監督：長野卓[1]
- 製作担当者：成田貫[1]、井上卓之[1]
- 合成：泉実[1]
- 整音：下永尚[1]
- スチール：秦大三[1]、岩井隆志[1]
- 協力：パン・アメリカン航空[1]
- 現像：東京現像所[1]
- 音響制作：東宝ダビング
- 撮影スタジオ：東宝撮影所
- 製作・配給：東宝[1]

## 楽曲
- 「ハワイの若大将」
  - 作詞：岩谷時子 / 作曲：広瀬健次郎 / 唄：加山雄三
- 「HONKY TONK PARTY」
  - 作詞・作曲：弾厚作 / 唄：加山雄三
- 「DEDICATED」（恋は赤いバラ）
  - 作詞・作曲：弾厚作 / 唄：加山雄三
- 「SWEETEST OF ALL」
  - 作詞・作曲：弾厚作 / 唄：加山雄三
- 「ラブリー・フラ・ガール」
  - 作詞：岩谷時子 / 作曲：弾厚作 / 唄：加山雄三、星由里子、田中邦衛、清水由記